# Liste der Kulturdenkmäler in Laubenheim
In der Liste der Kulturdenkmäler in Laubenheim sind alle Kulturdenkmäler der rheinland-pfälzischen Ortsgemeinde Laubenheim aufgeführt. Grundlage ist die Denkmalliste des Landes Rheinland-Pfalz (Stand: 2. August 2023).

## Denkmalzonen
| Bezeichnung                                        | Lage                   | Baujahr                            | Beschreibung | Bild                           |
| -------------------------------------------------- | ---------------------- | ---------------------------------- | --- | ------------------------------ |
| Denkmalzone Evangelische Pfarrkirche mit Pfarrhaus | Naheweinstraße 42 Lage | zweite Hälfte des 15. Jahrhunderts | spätgotischer Saalbau, zweite Hälfte des 15. Jahrhunderts, Chorturm mit neugotischem Obergeschoss, 1864–66, Kreisbaumeister Conradi, Kreuznach; evangelisches Pfarrhaus; Heimatstil, 1920er Jahre, Pfarrgarten; kleine Anlage mit Kriegerdenkmälern 1870/71, 1914/18 und 1939/45; bauliche Gesamtanlage | weitere Bilder Fotos hochladen |

## Einzeldenkmäler
| Bezeichnung                       | Lage                                | Baujahr                              | Beschreibung | Bild                           |
| --------------------------------- | ----------------------------------- | ------------------------------------ | --- | ------------------------------ |
| Wohnhaus                          | Backhausgasse 10 Lage               | erste Hälfte des 19. Jahrhunderts    | Unterstallhaus, erste Hälfte des 19. Jahrhunderts (?) | BW                             |
| Treppenturm und Kelleranlagen     | Naheweinstraße, an Nr. 30 Lage      | 16. oder 17. Jahrhundert             | Überrest eines Renaissance-Treppenturms, 16. oder 17. Jahrhundert, Kelleranlagen | BW                             |
| Hofanlage                         | Naheweinstraße 34 Lage              | zweite Hälfte des 18. Jahrhunderts   | Hofanlage; spätbarockes Fachwerkhaus, verputzt, wohl aus der zweiten Hälfte des 18. Jahrhunderts                                                                                       | Fotos hochladen                |
| Klosterhof                        | Naheweinstraße 38 Lage              | 1560                                 | Hakenhof; barockes Fachwerkhaus, tonnengewölbte Keller bezeichnet 1560 (?), 1610 (?) und 1665; Scheune, teilweise Fachwerk                                                             | BW                             |
| Katholische Kapelle Kreuzerhöhung | Naheweinstraße 40 Lage              | 1781                                 | kleiner spätbarocker Saalbau, bezeichnet 1781 | weitere Bilder Fotos hochladen |
| Wohnhaus                          | Naheweinstraße 46 Lage              | 18. oder Anfang des 19. Jahrhunderts | eingeschossiges Unterstallhaus, teilweise Fachwerk, 18. oder Anfang des 19. Jahrhunderts                                                                                               | BW                             |
| Laubenheimermühle                 | nördlich des Ortes an der Nahe Lage | um 1850/60                           | spätklassizistisches Wohnhaus mit Kniestock, um 1850/60; gründerzeitlicher Klinkerbau mit Kniestock, Ende des 19. Jahrhunderts; gründerzeitliche Nebengebäude; Lagerhaus, 1920er Jahre | BW                             |